# Drosera erythrorhiza
Drosera erythrorhiza är en sileshårsväxtart som beskrevs av John Lindley. Drosera erythrorhiza ingår i släktet sileshår, och familjen sileshårsväxter.
Artens utbredningsområde är:
- Ashmore-Cartieröarna.
- Western Australia.

## Underarter
Arten delas in i följande underarter:
- D. e. collina
- D. e. erythrorhiza
- D. e. magna
- D. e. squamosa

## Bildgalleri

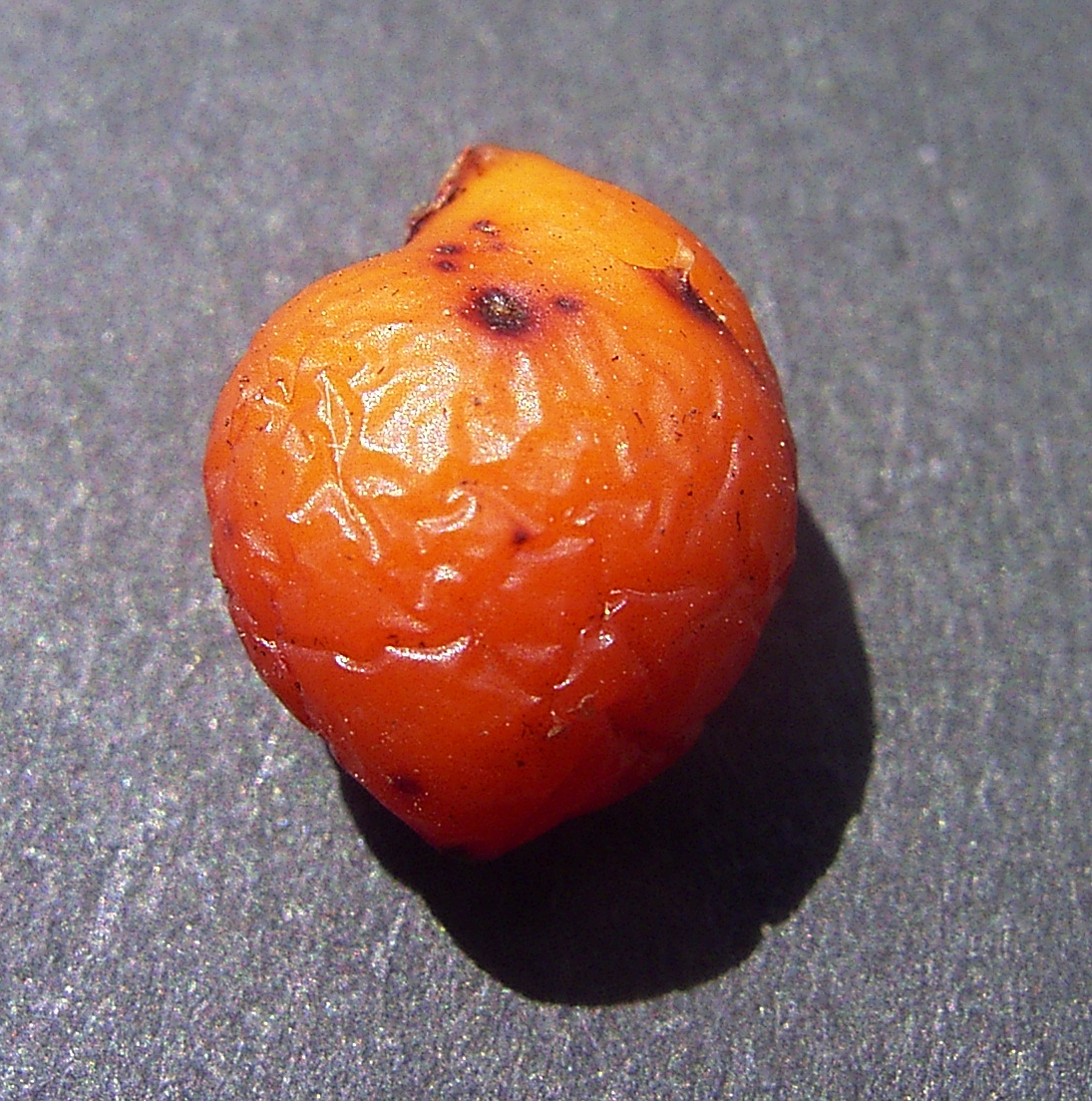
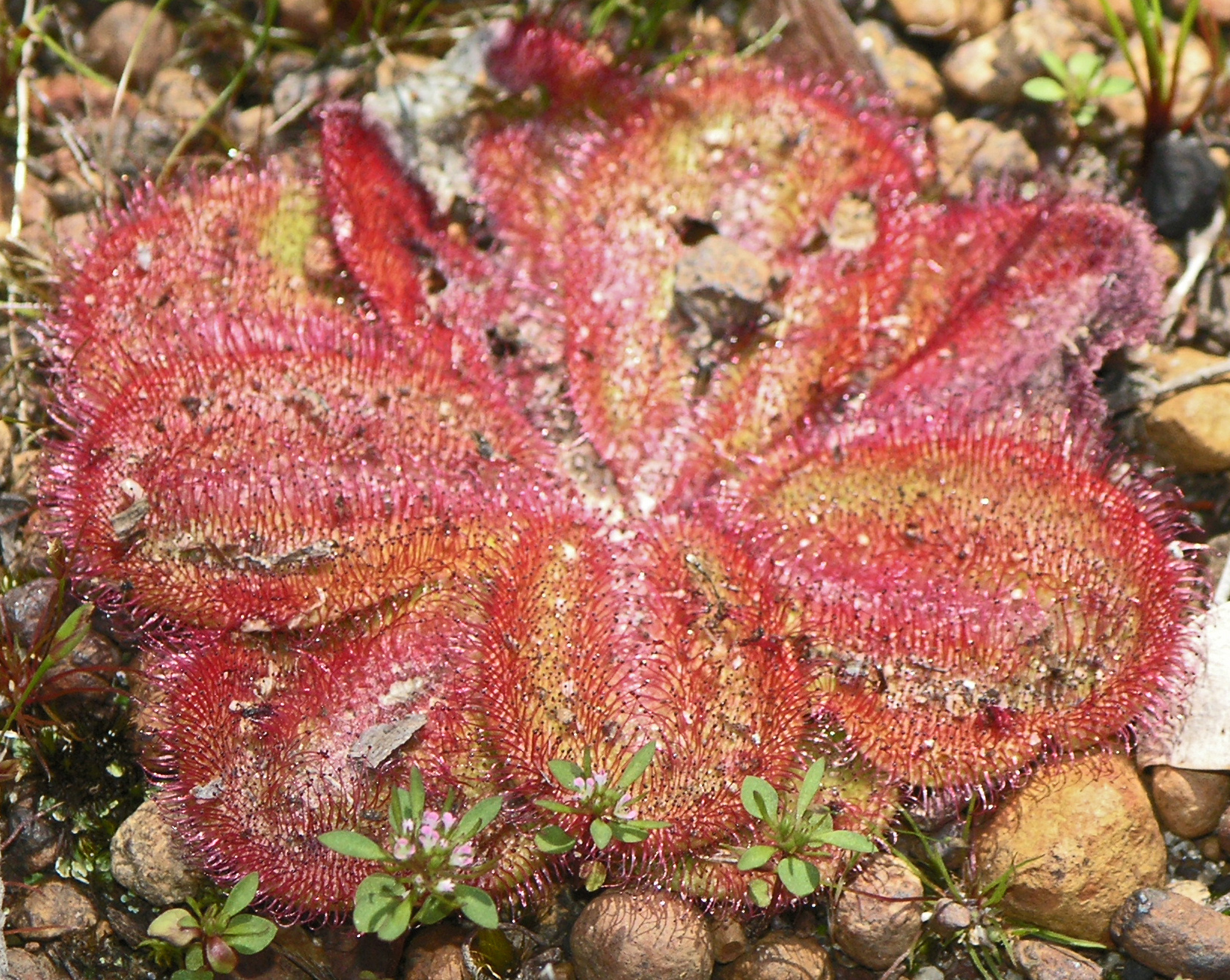
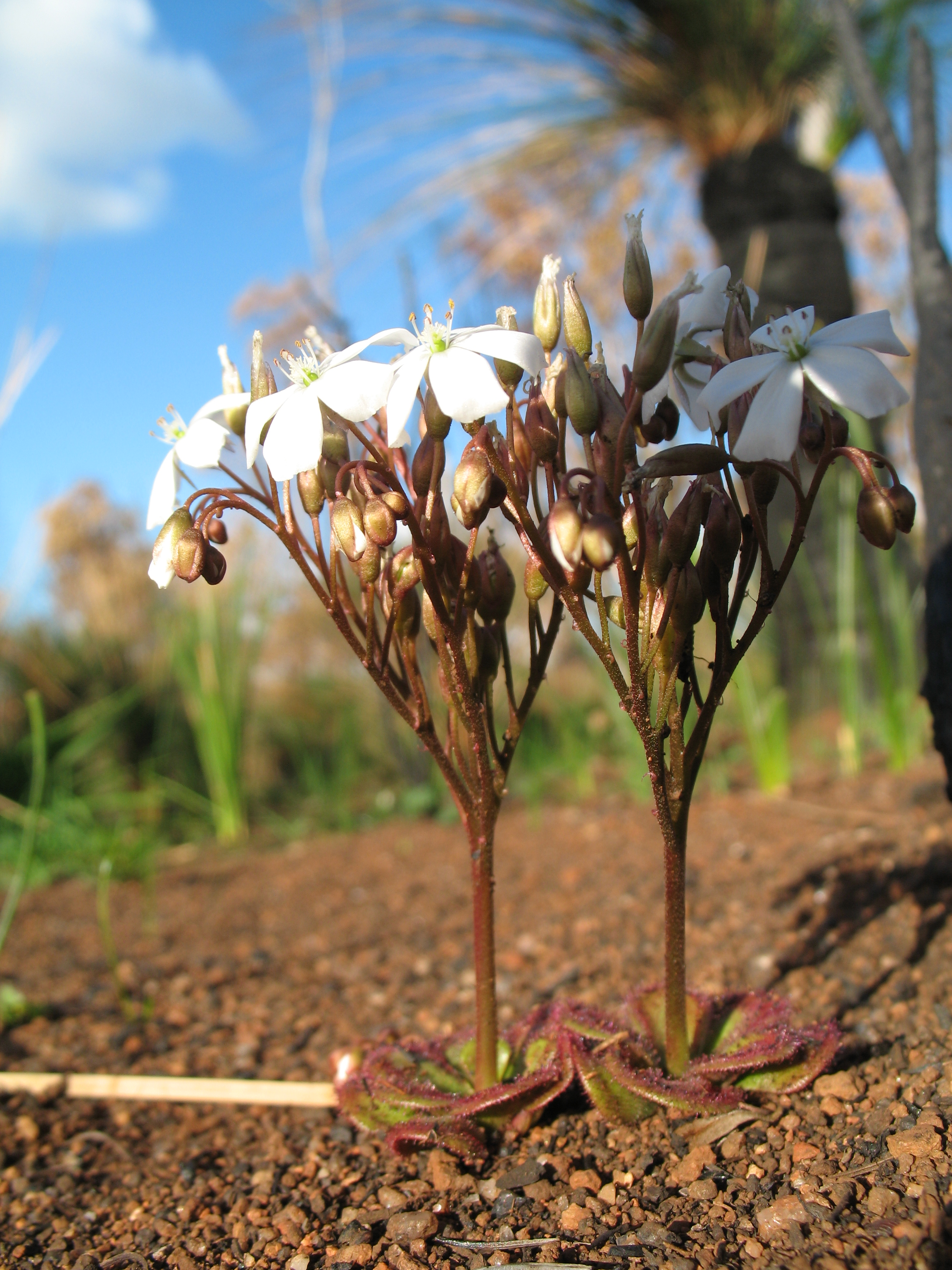
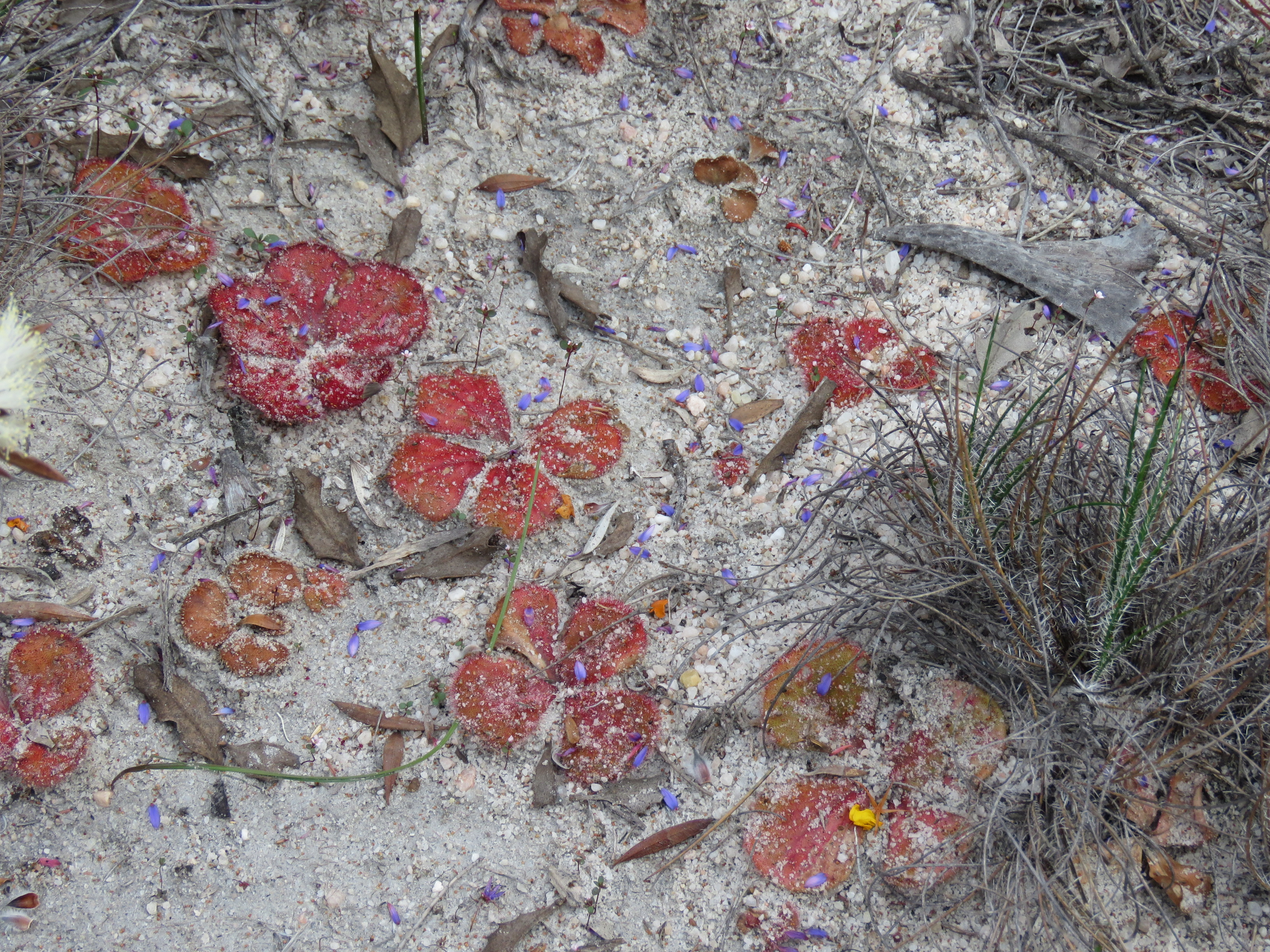